# Герстенберг
Герстенберг (нем. Gerstenberg) — община в Германии, в земле Тюрингия. 
Входит в состав района Альтенбург. Подчиняется управлению Плайссенауэ.  Население составляет 538 человек (на 31 декабря 2010 года). Занимает площадь 3,13 км².
Коммуна подразделяется на 2 сельских округа.